# Sinann Vallis
La Sinann Vallis è una struttura geologica della superficie di Venere.